# 罪與夏
《罪與夏》（日语：罪と夏）是關西傑尼斯8的第35張單曲，於2016年7月6日發行，台灣則於2016年7月29日發售台壓版。

## 收錄曲目

### 初回限定盤A
CD
1. 罪と夏
  - 作詞：高木誠司；作曲：Dr.Dalmatian；編曲：Dr.Dalmatian、久米康嵩
  - 2016年夏天舉辦Arena巡迴演唱會「関ジャニ∞リサイタル 真夏の俺らは罪なヤツ」主題曲
2. 噂のオトコマエイト!
  - 作詞：増子直純；作曲：上原子友康；編曲：大西省吾
3. The Light 
  - 作詞：SHIKATA；作曲：GRP、SHIKATA；編曲：GRP、KAY、SHIKATA
  - 丸山隆平與安田章大的unit曲

特典DVD
1. 「罪と夏」Music Clip & Making製作花絮影像

### 初回限定盤B
CD
1. 罪と夏
2. バッキバキ体操 第一
  - 作詞：KJ∞CHRONICLE；作曲、編曲：高橋浩一郎
  - 富士電視台節目「関ジャニ∞クロニクル」環節「バッキバキ体操 第一」主題曲
3. エイトエイターOh! 
  - 作詞：丸山隆平；作曲、編曲：高橋浩一郎

特典DVD
1. 「バッキバキ体操 第一」Music Clip & Making製作花絮影像

### 通常盤
1. 罪と夏
2. バッキバキ体操 第一
3. 噂のオトコマエイト!
4. Do you agree? 
  - 作詞、作曲：清水昭男；編曲：Peach
  - 首次於關西電視台節目「J3KANSAI」發表，並多次在演唱會表演的經典曲，首次CD化，七位成員重新演奏製作。
5. 罪與夏(Original Karaoke)
6. バッキバキ体操 第一(Original Karaoke)

## 外部連結
- Sony music (中文) （页面存档备份，存于）
- INFINITY RECORDS （页面存档备份，存于）